# Satulakari (ö i Norra Österbotten)
Satulakari är en ö i Finland. Den ligger i sjön Yli-Kitka och i kommunerna Kuusamo och Posio och landskapen  Norra Österbotten och Lappland, i den nordöstra delen av landet, 700 km norr om huvudstaden Helsingfors. Öns area är 0,3 hektar och dess största längd är 140 meter i öst-västlig riktning.